# Jay Blackton
Jay Blackton (nato Jacob Schwartzdorf; New York, 25 marzo 1909 – Los Angeles, 8 gennaio 1994) è stato un compositore statunitense di colonne sonore cinematografiche.

## Premi Oscar

### Miglior colonna sonora
Vittorie
- Oklahoma! (1956)

Nomination
- Bulli e pupe (1956)